# Detective Laura Diamond
Detective Laura Diamond (Originaltitel: The Mysteries of Laura) ist eine US-amerikanische Krimiserie, die auf der spanischen Fernsehserie Los Misterios de Laura von Carlos Vila und Javier Holgado basiert. Die Adaption wurde von diesen beiden zusammen mit Jeff Rake entwickelt. Im Mittelpunkt der Serie steht die Polizistin Laura Diamond, verkörpert von Debra Messing.
Die Serie besteht aus zwei Staffeln und 38 Episoden und wurde vom 17. September 2014 bis zum 2. März 2016 auf dem US-Sender NBC ausgestrahlt.

## Handlung
Laura Diamond arbeitet bei der Mordkommission des NYPD. Ihr Leben wird dadurch komplizierter, dass ihr Noch-Ehemann Jake vor kurzem zum Chef des Polizeireviers befördert worden ist, nachdem der damalige Revierchef wegen Mordes verhaftet wurde. Jake hat Laura während ihrer Ehe mehrmals betrogen, außerdem hält er sich jetzt bei der Erziehung der beiden Söhne weitestgehend heraus, was zu diversen Konflikten zwischen den beiden führt. Außerdem tut sich Laura mit ihren beiden Kindern schwer, da sie immer wieder Probleme in ihrer ehemaligen Vorschule hatten, aus welcher sie verwiesen wurden.

## Besetzung und Synchronisation
Für die deutsche Synchronisation wurde die Berliner Synchronfirma Cinephon Filmproduktions GmbH beauftragt, Dialogregie bei der ersten Staffel führte Ulrich Johannson, der zugleich für das Dialogbuch verantwortlich war. Die zweite Staffel wird von Stefan Kaiser betreut.
| Rollenname                  | Schauspieler/in      | Hauptrolle | Nebenrolle | Synchronsprecher/in |
| --------------------------- | -------------------- | ---------- | ---------- | ------------------- |
| Laura Diamond               | Debra Messing        | 1.01–2.16  |            | Antje von der Ahe   |
| Jake Broderick              | Josh Lucas           | 1.01–2.16  |            | Karlo Hackenberger  |
| Billy Soto                  | Laz Alonso           | 1.01–2.16  |            | Christoph Banken    |
| Meredith Bose               | Janina Gavankar      | 1.01–2.16  |            | Marieke Oeffinger   |
| Max Carnegie                | Max Jenkins          | 1.01–2.16  |            | Dirk Petrick        |
| Nicholas Broderick          | Charlie Reina        |            | 1.01–2.16  | Mika Keutel         |
| Harrison Broderick          | Vincent Reina        |            | 1.01–2.16  | Vicco Clarén        |
| Francesca „Frankie“ Pulaski | Meg Chambers Steedle | 1.15–1.22  |            | Damineh Hojat       |
| Nancy Santiani              | Callie Thorne        | 2.01–2.15  |            | Vera Teltz          |

### Gast- und Nebendarsteller
Zu den wichtigen Gast- und Nebendarstellern mit Auftritten in mehr als einer Episode zählen (Episoden sind in Klammern angegeben):
| - Bronson Picket als Alejandro Padilla (5, 8) - Kahyun Kim als Sammi (2, 3) - Neal Bledsoe als Tony Abbott (11–17) - Debby Ryan als Lucy Diamond (2/15, 2/16) |

## Produktion und Ausstrahlung

### Vereinigte Staaten
Ende Januar 2014 bestellte NBC eine Pilotfolge der Serie. Knapp einen Monat später wurde die zentrale Titelrolle mit der Emmy-Gewinnerin Debra Messing besetzt. Einen weiteren Monat später wurde für die Rolle von Messings Serienehemann Josh Lucas verpflichtet. Anfang Mai bestellte NBC eine Serie zum Pilotfilm. Nach drei ausgestrahlten Folgen der Serie bestellte der Sender Anfang Oktober 2014 drei weitere Drehbücher zur Serie, bevor die Episodenzahl Ende Oktober durch die sogenannte Back-nine-order von 13 auf 22 erhöht wurde. Im Mai 2015 bestellte NBC eine zweite Staffel der Serie in Form von 13 weiteren Episoden. Nachdem im Oktober 2015 fünf weitere Drehbücher in Auftrag gegeben wurden, erfolgte Anfang November 2015 die Aufstockung der Episodenanzahl auf 16 Episoden.
Die erste Folge der Serie wurde am 17. September 2014 im Anschluss an das Finale von America’s Got Talent gesendet und erreichte eine Zuschauerzahl von 10,19 Millionen und ein Zielgruppen-Rating von 2,0. Das erste Staffelfinale lief am 20. Mai 2015. Die zweite Staffel wurde vom 23. September bis zum 2. März 2016 ausgestrahlt. Im Mai 2016 gab NBC die Einstellung der Serie bekannt.

### Deutschsprachiger Raum
Im deutschsprachigen Raum hat der deutsche Bezahlfernsehsender Sat.1 emotions die Erstausstrahlung ab dem 27. Januar 2015 begonnen. Die Free-TV-Ausstrahlung erfolgt seit dem 2. Februar 2015 auf Sat.1. Im Durchschnitt verfolgten 1,09 Millionen (9,8 Prozent) der werberelevanten Zielgruppe und 2,20 Millionen (7 Prozent) des Gesamtpublikums die erste Staffel der Serie auf Sat.1. Die höchste Zuschauerzahl wurden bei  mit 2,96 Mio. Zuschauer am 2. Februar 2015 auf Sat.1 gemessen, als die ersten beiden Episoden der Serie liefen.
Die deutsche Erstausstrahlung der zweiten Staffel findet seit dem 26. Januar 2016 erneut bei Sat.1 emotions statt. Die Free-TV-Ausstrahlung begann am 4. April 2016 auf Sat.1.
In Österreich wird die Serie seit dem 27. April 2015 auf dem Sender ORF eins ausgestrahlt. In der Schweiz wird die Serie seit dem 10. März 2015 auf dem Sender 3+ ausgestrahlt.

## Rezeption
Die erste Staffel der Serie erhielt auf der Website Rotten Tomatoes ein Rating von 22 %, basierend auf 41 Reviews. Dies entspricht einem durchschnittlichen Rating von 4,2 von 10. Bei Metacritic erhielt die erste Staffel ein Metascore von 37/100 basierend auf 28 Rezensionen.